# Donald I
Donald I, Gaelisch: Domnall mac Ailpín en soms verengelst naar Donald MacAlpin (858 - Cinnbelachoir, 13 april 862) was koning van Schotland. Hij volgde zijn halfbroer Kenneth op.
Volgens de Kronieken van de Koningen van Alba regeerde hij vier jaar over het koninkrijk. Dit komt dan overeen met de aantekeningen in de Annalen van Ulster van zijn broeders dood. De kronieken geeft aan: "In zijn tijd, de Gaels, met hun koning maakten de rechten en wetten van het koninkrijk, [deze worden genoemd "de wetten"] van Aed, Eochaids zoon in Forteviot." De wetten van Aed zijn compleet verloren gegaan, maar er wordt aangenomen dat, net zoals de wetten van Giric en Constantijn III, deze gerelateerd zijn aan de kerk en in het algemeen het schenken van privileges en giften betreft.
De Kronieken van Melrose handelen over zijn dood: "in oorlog was hij een dappere soldaat ... er werd gezegd dat hij werd vermoord bij Scone." Donald I stierf op 13 april 862 in het paleis te Cinnbelachoir, vermoedelijk gelegen bij Scone. Geen enkel andere bron vermeldt hoe Donald dood ging. Donald I werd begraven op Iona.
Hoewel ervan uit wordt gegaan dat Donald doodgegaan is zonder kinderen, wordt er gesuggereerd dat Giric zijn zoon was. Zijn naam zou dan zijn: Giric mac Domnaill, dit wordt echter niet overal geaccepteerd. Hij werd opgevolgd door zijn neef, de oudste zoon van Kenneth I, Constantijn I.
- Gemeinsame Normdatei: 1023170841
- Virtual International Authority File: 316739278